# شمشیر امپراتور
شمشیر امپراتور (انگلیسی: Taitei no Ken) فیلمی در ژانر علمی–تخیلی به کارگردانی یوکیهیکو تسوتسومی است که در سال ۲۰۰۷ منتشر شد. از بازیگران آن می‌توان به هیروشی آبه، کانکورو کودو، میسا کوروکی و کنیچی اندو اشاره کرد.